# Peleteria torta
Peleteria torta är en tvåvingeart som beskrevs av Henry J. Reinhard 1943. Peleteria torta ingår i släktet Peleteria och familjen parasitflugor. Inga underarter finns listade i Catalogue of Life.